# Erdbeben von Shandong 1668
Das Erdbeben von Shandong 1668, auch bekannt als das Große Erdbeben von Tancheng (chinesisch 郯城大地震, Pinyin Tánchéng dàdìzhèn), ereignete sich am 25. Juli des Jahres 1668 während der Herrschaft der Qing-Dynastie in der Provinz Shandong. Das Erdbeben hatte eine geschätzte Magnitude von 8,5 auf der Oberflächenwellen-Magnituden-Skala (Ms) und eine geschätzte maximale Intensität von XII (große
Katastrophe) auf der Mercalliskala. Es gilt als das stärkste Erdbeben in Ostchina, das zweitstärkste Erdbeben in China und eines der stärksten Erdbeben an Land. Das Erdbeben hatte katastrophale Auswirkungen auf die Region und richtete bis 1.000 km vom Epizentrum entfernt Schäden an und im Umkreis von wenigen hundert Kilometern schwere Schäden an. Es gilt als eines der zerstörerischsten in der Geschichte Chinas. Bei dem Erdbeben kamen schätzungsweise 43.000 bis 50.000 Menschen ums Leben. Das Epizentrum des Erdbebens lag nordöstlich der Stadt Linyi.

## Geologie
Das Erdbeben ereignete sich auf halber Strecke zwischen Peking und Shanghai, wo seismische Aktivität selten ist. Bis zum Erdbeben von 1668 hatte es in der Region über 150 Jahre lang keine größeren Erdbeben gegeben. Innerhalb der historischen Zeit ereigneten sich nur sieben Erdbeben mit einer geschätzten Stärke von mehr als Ms 6,0. Das erste aufgezeichnete Erdbeben ereignete sich 70 v. Chr. nordwestlich von Zhucheng und wurde auf Ms 7,0 oder mehr geschätzt. Das jüngste starke Erdbeben ereignete sich am 19. November 1829 mit einer Stärke von Ms 6,75 in der Nähe von Yidu und Linqu. Diese schweren Erdbeben ereignen sich entlang der Tan-Lu-Verwerfung.
Die geologisch bedeutsamste Verwerfung im Osten Chinas ist die Tan-Lu-Verwerfung – eine von Norden nach Nordosten nach Südwesten verlaufende rechtsseitige Blattverschiebung-Verwerfungszone. Die Verwerfung erstreckt sich über 2.400 km von Wuxue in der Nähe des Jangtse-Flussufers durch den Golf von Bohai bis nach Zhaoxing in Heilongjiang. Es hat sich im Laufe seiner Geschichte mehrfach weiterentwickelt; von der späten Triaszeit bis zur mittleren Kreidezeit handelte es sich um eine sinistrale (linkshändige) Blattverschiebung-Verwerfungszone, die Versätze im Bereich von 200–740 km erzeugte. Während der späten Kreidezeit entwickelte die Verwerfungszone zu einem Gebiet der Dehnungstektonik, wodurch Grabenbrüche entstanden und in manchen Gebieten Sedimente mit einer Dicke von bis zu 10 km ansammelten. Während des Paläogens hörte der Grabenbruch auf und die Verwerfungszone entwickelte sich im späten Eozän zu einer dextralen (rechtshändigen) Blattverschiebung-Verwerfung. Dies war eine Reaktion auf eine Veränderung der Tektonik, die durch die Kollision und Subduktion zwischen der Indischen Platte und der Eurasischen Platte entlang der Pazifischen Platte verursacht wurde.

## Erdbeben
Das Erdbeben ereignete sich entlang der 360 km langen Yishu-Verwerfung, einem Abschnitt der Tan-Lu-Verwerfung. Die Tan-Lu-Verwerfung entstand im Mesozoikum. Die Verschiebungsrate wurde auf weniger als 1–2,6 mm pro Jahr geschätzt. Während des Erdbebens brach die Yishu-Verwerfung und erzeugte einen durchschnittlichen Versatz von 9 m. Der Versatz war eine dextrale (rechtshändige) Blattverschiebung. Die seismische Inversion deutet auf eine Bruchfläche von 160 km × 32 km auf einer nahezu vertikalen, von Nord nach Süd verlaufenden Verwerfung hin. Es wurde eine Hypozentrumstiefe zwischen 22 km und 28 km vorgeschlagen. Am 26. Juli und 18. September 1688 ereigneten sich drei Nachbeben, mit einer geschätzten Stärke von Ms 6,25 bis Ms 6,0. Ein weiteres Nachbeben ereignete sich 1672 mit einer geschätzten Stärke von Ms 6,0.
Eine paläoseismische Untersuchung der Verwerfungszone aus dem Jahr 1987 legt nahe, dass derselbe Abschnitt die Quelle eines Erdbebens ähnlicher Stärke im Jahr 6280 v. Chr. war. Die gleiche Verwerfung könnte auch das Haicheng-Erdbeben von 1975 in Haicheng, 700 km nördlich dieses Ereignisses, verursacht haben. Ein weiteres starkes Erdbeben ereignete sich im Jahr 1969 auch entlang der Tan-Lu-Verwerfung.

## Folgen
| Ort      | Tote                                       |
| -------- | ------------------------------------------ |
| Ju       | >20.000                                    |
| Tancheng | >8.700                                     |
| Linyi    | >6.900                                     |
| Zhucheng | >2.700                                     |
| Dongying | >1.000                                     |
| Laiwu    | Der Großteil der Bevölkerung kam ums Leben |
| Jiaozhou | >90                                        |
| Weifang  | >470                                       |
| Yishui   | 1.725                                      |
| Jimo     | 653                                        |
| Zoucheng | >100                                       |
| Yutai    | 140                                        |
| Sishui   | >100                                       |

Der Schaden war enorm und es gab eine 1.000 km lange radiale Schadenszone um das Epizentrum bei Linyi. Insgesamt waren 379 Bezirke in den heutigen Provinzen Shandong, Shanxi, Shaanxi, Jiangsu, Anhui, Zhejiang, Fujian, Jiangxi, Hunan, Hubei, Hebei und Liaoning, und auch Korea von den Erschütterungen betroffen. 29 Bezirke erlitten katastrophale Schäden. In manchen Bezirken kam die Mehrheit der Bevölkerung um. Linyi, Tancheng und Ju, die dem Epizentrum am nächsten liegen, waren die am stärksten betroffenen Gebiete.
Allein im Kreis Ju kamen mehr als 20.000 Menschen ums Leben. Wohn- und Diensthäuser, Schulen, Tempel, Lagerhäuser und die Stadtmauern stürzten ein. In Mashi, Wulugu, Yanjiagu, Shifengdo, Keluodo und Maqi kam es auf den Hügeln zu Erdrutschen. Es kam zu weitreichenden Bodenverflüssigung. Es wurden Erdspalten mit einer Breite von bis zu einem Meter und einer Länge von Hunderten von Metern beobachtet. Eine Erdspalte erstreckte sich über 7,5 km von Guanzhuang bis Gehu entlang einer Flussklippe.
Im Kreis Tancheng wurden Zinnen, Regierungsgebäude, Häuser, ein Wachturm, Tempel und Lagerhäuser vollständig zerstört. Über 8.700 Menschen kamen um. Berichten zufolge waren die Erdspalten so breit, dass Menschen nicht darüber gehen konnten. Auch der Grund dieser Erdspalten war zu tief, um gesehen zu werden. Wasser brach bis zu einer Höhe von 10 Metern aus dem Boden aus. In Lizhuang, einer Stadt im Kreis, kam es zu massiven Sackungen.
Linyi, das ganz in der Nähe des Epizentrums liegt, wurde komplett zerstört und kein einziges Gebäude blieb stehen. Es wurden über 6.900 Todesopfer gemeldet. In Linyi entstanden Erdspalten aus denen schwarzes Wasser herauskam.

## Tsunami
Historische Aufzeichnungen dokumentieren auch einen wahrscheinlichen Tsunami in der Region. Es wurde berichtet, dass Küstenstädte überflutet wurden und Flüsse über die Ufer traten.

## Reaktion
Kaiser Kangxi befahl seinem Ministerium, die Hilfsmaßnahmen zu übernehmen. In 40 Bezirken wurden Steuergebühren erlassen. Über 227.300 Tael Silber wurden ausgegeben.